# U-477
Unterseeboot 477 foi um submarino alemão do Tipo VIIC, pertencente a Kriegsmarine que atuou durante a Segunda Guerra Mundial.
O U-477 esteve em operação entre os anos de 1943 e 1944, realizando neste período uma patrulha de guerra, na qual não afundou nenhuma embarcação aliada.
Foi afundado por cargas de profundidade a oeste de Trondheim, Noruega  no dia 3 de junho de 1944, causando a morte de todos os 51 tripulantes.

## Comandantes
| Comandante                 | Data                                      |
| -------------------------- | ----------------------------------------- |
| Oblt. Karl-Joachim Jenssen | 18 de agosto de 1943 - 3 de junho de 1944 |

## Subordinação
Durante o seu tempo de serviço, esteve subordinado às seguintes flotilhas:
| Período                                   | Flotilha                                  |
| ----------------------------------------- | ----------------------------------------- |
| 18 de agosto de 1943 - 31 de maio de 1944 | 5. Unterseebootsflottille (treinamento)   |
| 1 de junho de 1944 - 3 de junho de 1944   | 6. Unterseebootsflottille (serviço ativo) |

## Coordenadas
1. ↑  em posição 63° 59' N 1° 37' E